# Galà della pubblicità
Il Galà della Pubblicità è stata una manifestazione andata in onda su Canale 5 e Italia 1 dal 1996 al 2005, nel corso della quale, venivano premiati con il "Mezzominuto d'oro" i migliori spot "antecedenti" dell'anno.
(Slogan della manifestazione)

## Svolgimento della manifestazione
Gli spot che si contendono il "Mezzominuto d'Oro" sono frutto di una selezione fatta dall'Art Directors Club Italiano (associazione che riunisce i migliori professionisti nel campo della comunicazione pubblicitaria) che ha valutato preventivamente gli elementi tecnici e quelli artistici dei filmati in gara. Ogni spot, per poter essere candidato, deve rispondere alle "7 Regole d'Oro" della comunicazione pubblicitaria:
- Essere originale.
- Comunicare una sola cosa.
- Sorprendere lo spettatore.
- Essere semplice ma non banale.
- Suscitare un'emozione.
- Valorizzare la marca.
- Rompere le regole.

Tutte le edizioni, fatta eccezione dell'ultima, sono state realizzate con la collaborazione e il supporto della rivista Sorrisi e Canzoni TV.

## Vincitori e panoramica
| Anno | Azienda/prodotto | Titolo(i) spot         | Conduzione       | Conduzione       | Conduzione         | Conduzione         | Location          | Messa in onda |
| ---- | ---------------- | ---------------------- | ---------------- | ---------------- | ------------------ | ------------------ | ----------------- | ------------- |
| 1996 | Telecom Italia   | "Speranza 45"/"Fax 30" | Fiorello         | Fiorello         | Lorella Cuccarini  | Lorella Cuccarini  | Teatro Nuovo (MI) | 18 aprile     |
| 1997 | Levi's           | "Washroom"             | Marco Columbro   | Marco Columbro   | Lorella Cuccarini  | Lorella Cuccarini  | Teatro Nuovo (MI) | 13 febbraio   |
| 1998 | Swatch           | "Fall Winter 1997"     | Fiorello         | Fiorello         | Claudia Schiffer   | Claudia Schiffer   | Teatro Nuovo (MI) | 10 febbraio   |
| 1999 | Vigorsol         | "Beach"                | Fiorello         | Fiorello         | Naomi Campbell     | Naomi Campbell     |                   | 9 febbraio    |
| 2000 | Adidas           | "Black"                | Fiorello         | Fiorello         | Pamela Anderson    | Pamela Anderson    | Palavobis (MI)    | 15 febbraio   |
| 2001 | Fiat Doblò       | "Jamaica"              | Gerry Scotti     | Gerry Scotti     | Esther Cañadas     | Esther Cañadas     | Palavobis (MI)    | 7 febbraio    |
| 2002 | Blu              | Dedica "Graffiti"      | Paolo Bonolis    | Paolo Bonolis    | Victoria Silvstedt | Victoria Silvstedt | Palavobis (MI)    | 6 febbraio    |
| 2003 | Peugeot 206      | "The Sculptor"         | Alessia Marcuzzi | Alessia Marcuzzi | Heidi Klum         | Heidi Klum         | Mazda Palace (MI) | 5 febbraio    |
| 2004 | Heineken         | "Shovelling"           | Gerry Scotti     | Gerry Scotti     | Eva Herzigová      | Eva Herzigová      | Mazda Palace (MI) | 4 febbraio    |
| 2005 | Telecom Italia   | "Gandhi"               | Walter Nudo      | Sergio Múñiz     | Martina Stella     | Mago Forest        | Alcatraz (MI)     | 16 febbraio   |

## Edizioni

### Edizione 1996[3]
Di seguito sono elencati i vincitori delle 10 categorie principali:
- Miglior attore (a Christian De Sica per la Parmacotto [Agenzia: L'Altra])
- Colonna sonora (a "Lumaca", Renault Laguna [Agenzia: Saatchi & Saatchi ADV – Cliente: Renault Italia S.p.A.])
- Fotografia (ad "Arte", Ariston [Agenzia: Testa])
- Internazionale (a "Drugstore", Levi's [Agenzia: BBH London])
- Campagna sociale (al Comune di Roma [Agenzia: Giorgio Domenici De Luca])
- Personaggio rivelazione (a Paolo Merloni ne "Il sosia", Nissan Primera [Agenzia: Bates Italia – Cliente: Nissan Italia S.r.l.])
- Effetti speciali (a "Jumper", Sammontana [Agenzia: Testa])
- Idea originale (a "Stazione", RAI campagna abbonamento [Agenzia: McCann Erikson])
- Testimonial (ad Alberto Tomba per la Barilla [Agenzia: Young & Rubicam])
- Miglior regia (a "Lumaca", Renault Laguna [Agenzia: Saatchi & Saatchi ADV – Cliente: Renault Italia S.p.A.])

In più furono premiati anche due spot in due categorie speciali:
- Fascino (a Monica Bellucci in "Toglietemi tutto", Breil [Agenzia: Show Up])
- Seriale (alla Lavazza)

### Edizione 1997[4][5]
- "Epica" - Volkswagen Golf GTD (Agenzia: Verba DDB – Cliente: Volkswagen Group Italia S.p.A.).
- "Washroom" - Levi's (Agenzia: Levi's Milano).
- "Kafka" - Guaber VAPE Tecno (Agenzia: Testa/Van den Berg Milano).
- "Poi doppiamo" - Mayo maionese (Agenzia: Ammirati Puris Lintas).
- "Mare" - Superga (Agenzia: Pirella).

Il pubblico da casa attraverso il televoto, ha decretato la vittoria dello spot: "Washroom", Levi's.
Oltre ai 5 spot che concorrono al "Mezzominuto d'Oro", vengono premiati i vincitori delle categorie:

### Edizione 1998[6]
Le cinque nomination per il "Mezzominuto d'Oro" sono:
- "Fall Winter 1997" - Swatch (Agenzia: BGS DMB&B).
- "Face" - Sony FD Trinitron (Agenzia: BMP DDB/Verba DDB).
- "La sfida" - Superga (Agenzia: Pirella Gottsche Lowe).
- "Dispenser" - Coca-Cola Light (Agenzia: Leo Burnett).
- "Campagna sociale" - Volkswagen Golf (Agenzia: Verba DDB – Cliente: Volkswagen Group Italia S.p.A.).

Il pubblico da casa attraverso il televoto, ha decretato la vittoria dello spot: "Fall Winter 1997", Swatch.

### Edizione 2001
Le cinque nomination per il "Mezzominuto d'Oro" sono:
- "Jamaica" - FIAT Doblò (Agenzia: BGS D'Arcy – Casa di produzione: Academy London – Cliente: FIAT Auto S.p.A.).
- "Difetti" - BMW Serie 5 (Agenzia: D'Adda/Lorenzini/Vigorelli/BBDO – Casa di produzione: BRW & Partners – Cliente: BMW Italia S.p.a).
- "The Day After" - Nike (Agenzia: Wieden & Kennedy Portland (OR) – Casa di produzione: Satellite – Cliente: Nike).
- "Fango" - Land Rover Freelander (Agenzia: D'Adda/Lorenzini/Vigorelli/BBDO –Casa di Produzione: Harold S.r.l – Cliente: Land Rover).
- "Insegua quell'auto" - FIAT Punto Speedgear (Agenzia: Leo Burnett – Casa di produzione: Got Film? – Cliente: FIAT Auto S.p.A.).

Il pubblico da casa attraverso il televoto, ha decretato la vittoria dello spot: "Jamaica", Fiat Doblò.
Oltre ai 5 spot che concorrono al "Mezzominuto d'Oro", vengono premiati i vincitori delle categorie:
- Idea creativa
- Innovazione
- Campagna sociale
- Humor
- Internazionale
- Interpretazione
- Musica
- Realizzazione
- Sceneggiatura

Ospiti intervenuti alla serata: Pietro Taricone, Alessandro Gassmann, Manuela Arcuri, Victoria Silvstedt, Gabriel Omar Batistuta, Fabio Fazio, Luca Laurenti, Giovanni Trapattoni, Fiona May, Pupo, Jean-Claude Van Damme, Megan Gale, Alice ed Ellen Kessler, Dario Ballantini, Bebo Storti, Gemelli DiVersi, Max Pisu.

### Edizione 2004
Le nomination 2004 per il Mezzominuto d'Oro sono:
- Heineken - "Shovelling"
- Nike - "Musical Chairs"
- Sky - "Full Metal Christmas"
- Coop - "Assaggio"
- BMW - "Everything is possible"

Il pubblico da casa, mediante il televoto, ha decretato la vittoria dello spot Heineken "Shovelling".
Durante la serata vengono premiati inoltre gli spot per le seguenti categorie tecniche:
- Campagna sociale
- Humor
- Idea creativa
- Innovazione
- Internazionale
- Interpretazione
- Musica
- Realizzazione
- Sceneggiatura

Ospite d'eccezione della serata, il premio Oscar Mira Sorvino.

### Edizione 2005
Per la prima volta dopo nove edizioni, viene adottato un sistema di scontri diretti. Gli 8 spot in nomination, si affrontano a coppie, con abbinamenti estratti a sorte in diretta. Di questi 8 spot, solo 4 entrano in semifinale e i due che ne escono vincitori si affrontano direttamente contendendosi la clessidra del "Mezzominuto d'oro".
Gli spot in gara di quest'anno sono:
- Sky - Cinema "Giacca"
- Telecom Italia - Videotelefono "Giulio"
- Pirelli - "Snails"
- Totogol - "Ridammi tutto quello che ti ho dato"
- Enel - "Presa"
- Adidas - "Impossible Is Nothing - Layla"
- Telecom Italia - "Gandhi"
- Citroën - "Dancer"

Attraverso il televoto, i telespettatori hanno assegnato il "Mezzominuto d'oro" allo spot della Telecom Italia incentrato sulla figura di Gandhi.